# Diadocidiidae

Diadocidiidae  (лат.) — семейство двукрылых насекомых, к которому относятся около 30 видов мелких грибных комаров (2 ископаемых).

## Распространение
Встречаются повсеместно, за исключением Африки и Антарктики.

## Описание

Жилкование крыла насекомых семейства Diadocidiidae

Мелкие длинноусые двукрылые насекомые, длина от 2 до 6 мм. Имеют три оцеллия, короткие скапус и педицелль усика, флагеллум в 1,5 раз длиннее комбинированной длины головы и груди; усики из 14 флагелломеров.

## Экология и местообитания
Биология мало исследована, известно только, что личинки европейского вида Diadocidia ferruginosa (Meigen, 1830) живут внутри шёлковых или покрытых слизью трубочек на поверхности плодовых тел разрушающих древесину грибов Peniophora sp. (порядок Руссуловые) Взрослые особи найдены в лесных местообитаниях и, как правило, в совокупности с другими грибными мошками по берегам ручьев, среди упавших стволов деревьев и в сходных влажных и тенистых местах.
Вид Palaeodocidia ishizakii собран на берёзовых грибах Lenzites betulina (Polyporaceae).

## Систематика
Около 30 видов (2 ископаемых). 5 современных родов и 1 ископаемый. Это семейство считается родственным к Keroplatidae, Bolitophilidae и Ditomyiidae, и ранее входило в состав Mycetophilidae. Молекулярно-филогенетическое исследование с использованием митохондриальных и ядерных ДНК показало монофилию семейства Diadocidiidae, а ближайшим к нему представителем инфраотряда Bibionomorpha показано семейство Sciaridae.
- Diadocidia — 22 вида[6][7]
  - †Diadocidia parallela Evenhuis, 1994 (балтийский янтарь)
- †Docidiadia
  - †Docidiadia burmitica Blagoderov & Grimaldi, 2004  (бирманский янтарь)[8]
- Heterotricha — 6 видов
- Madagotricha — 1 вид[9]
- Ohakunea — 4 вида
- Palaeodocidia — 1 вид

В Палеарктике представлено следующими видами:
- Diadocidia

- Diadocidia borealis
- Diadocidia bruneicola
- Diadocidia cizeki
- Diadocidia ferruginosa
- Diadocidia fissa
- Diadocidia flavicans
- Diadocidia furnacea
- Diadocidia globosa
- Diadocidia halopensis
- Diadocidia hybrida
- Diadocidia macrosetigera
- Diadocidia papua
- Diadocidia parallela
- Diadocidia queenslandensis
- Diadocidia setistylus
- Diadocidia sevciki
- Diadocidia similis
- Diadocidia sinica
- Diadocidia spinosula
- Diadocidia stanfordensis
- Diadocidia sulawesiana
- Diadocidia thoracica
- Diadocidia trispinosa
- Diadocidia valida

- Palaeodocidia

- Palaeodocidia ishizakii Sasakawa, 2004